# Quartier des Remparts Sud
Le quartier des Remparts Sud est un quartier de Perpignan. Avec le quartier des Remparts Nord, il entoure le centre historique médiéval de la ville.

## Historique
Le quartier des Remparts Sud est loti au début du XXe siècle sur la zone laissée libre par la destruction des remparts de Perpignan.

## Description
Le quartier a la forme d'un arc de cercle entourant à l'ouest, au sud et à l'est la citadelle. Il se situe au sud des quartiers plus centraux (Saint-Jacques, Saint-Mathieu, La Réal).

## Bâtiments remarquables
Ce quartier présente un grand nombre de bâtiments remarquables qui ont contribué lui faire attribuer le label patrimoine du XXe siècle.